# Nicolas Bedos
Nicolas Simon Bedos (Neuilly-sur-Seine, 21 aprile 1979) è un attore e regista francese.

## Biografia
Figlio di Guy Bedos, è diventato noto nel 2004 come drammaturgo. Nel 2013 si è unito al talk show televisivo On n'est pas couché di Laurent Ruquier come satirista, che ha lasciato due anni dopo. Il suo primo film da regista, Un amore sopra le righe (Mr & Mme Adelman), è stato presentato in anteprima nel 2017. Nel 2019 gira La belle époque.

## Filmografia

### Attore

#### Cinema
- L'amore dura tre anni (L'amour dure trois ans), regia di Frédéric Beigbeder (2011)
- Tutti pazzi per Rose (Populaire), regia di Régis Roinsard (2012)
- Love Is in the Air: Turbolenze d'amore (Amour & turbulences), regia di Alexandre Castagnetti (2013)
- L'arte della fuga (L'art de la fugue), regia di Brice Cauvin (2014)
- L'Invitation, regia di Michaël Cohen (2016)
- Fantasie (Les Fantasmes), regia di David e Stéphane Foenkinos (2021)

#### Televisione
- Ni reprise, ni échangée, regia Josée Dayan – film TV (2010)

- Bounquet final, regia di Josée Dayan – film TV (2011)
- Le Débarquement – serie TV, episodi 1x01-1x02 (2013)

### Regista

#### Cinema
- Un amore sopra le righe (Mr & Mme Adelman) (2017) - anche attore
- La belle époque (2019)
- Agente speciale 117 al servizio della Repubblica - Allarme rosso in Africa nera (OSS 117: Alerte rouge en Afrique noire) (2021) - anche attore
- Masquerade - Ladri d'amore (Mascarade) (2022)

#### Televisione
- Alphonse – serie TV, 6 episodi (2023)

### Sceneggiatore
- Sortie de scène – film TV (2006)
- Foile douce – film TV (2009)
- Ni reprise, ni échangée – film TV (2010)
- Gli Infedeli (Les Infidèles) (2012)
- Encore herureux (2015)
- Un amore sopra le righe (Mr & Mme Adelman) (2017)
- La belle époque (2019)
- Agente speciale 117 al servizio della Repubblica - Allarme rosso in Africa nera (OSS 117: Alerte rouge en Afrique noire) (2021)
- Masquerade - Ladri d'amore (Mascarade) (2022)
- Alphonse – serie TV (2023)